# Rozważni i romantyczni – Klub miłośników Jane Austen
Rozważni i romantyczni – Klub miłośników Jane Austen – amerykański melodramat z 2007 roku na podstawie powieści Karen Joy Fowler.

## Fabuła
Film opowiada o życiu sześciu kalifornijczyków, którzy zakładają Klub miłośników Jane Austen - początkowo powstaje on z myślą pomocy Sylvii Avili z uporaniem się z wiadomością o zdradzie małżeńskiej. Klub składa się z 5 kobiet - Jocelyn (miłośniczki psów), Prudie (nauczycielki zakochanej w uczniu), Bernadette (dobrej przyjaciółki wszystkich), Sylvii, Allegry (córki Sylvii) oraz jednego mężczyzny, który przypadkowo trafia do grupy - Grigga. Klub okazał się być pomocny dla każdego z członków - książki Jane Austen pomogły bohaterom dokonać ważnych wyborów oraz przyczyniły się do odnalezienia prawdziwej miłości.

## Obsada
- Maria Bello - Jocelyn
- Emily Blunt - Prudie Drummond
- Kathy Baker - Bernadette
- Hugh Dancy - Grigg Harris
- Amy Brenneman - Sylvia Avila
- Maggie Grace - Allegra Avila
- Kevin Zegers - Trey
- Marc Blucas - Dean Drummond
- Lynn Redgrave - Mama Sky
- Jimmy Smits - Daniel Avila
- Parisa Fitz-Henley - Corinne Mahern
- Gwendoline Yeo - Dr Samantha Yep
- Nancy Travis - Cat Harris